# Graham Booth
Graham Booth (* 29. März 1940 in Paignton, Devon; † 14. Dezember 2011)  war ein britischer Politiker der UK Independence Party.

## Leben
Booth besuchte die Torquay Boys' Grammar School. Vom 15. Dezember 2002 bis 1. Oktober 2008 war Booth Abgeordneter im Europäischen Parlament. Dort war er vom 5. Januar 2007 bis 30. Januar 2007 Mitglied im Ausschuss für regionale Entwicklung und vom 31. Januar 2007 bis 30. September 2008 Mitglied im Ausschuss für internationalen Handel. 